# 阿塞拜疆人权
国际组织经常指控阿塞拜疆违反了国际法规定的人权标准。人权观察在2013年发布报告，指责阿塞拜疆监禁和骚扰政治活动人士和人权捍卫者。